# 決算行政監視委員会

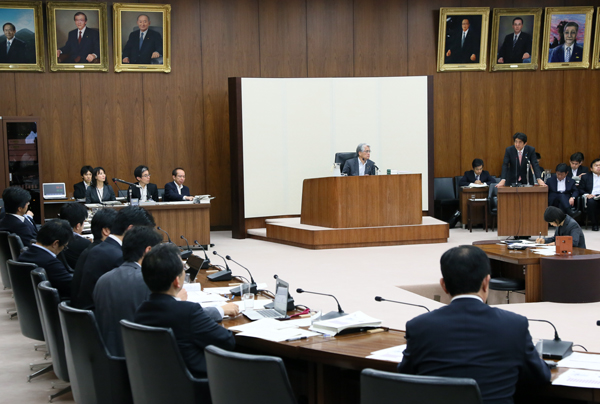
2014年5月、衆議院決算行政監視委員会の様子

決算行政監視委員会（けっさんぎょうせいかんしいいんかい）は、日本の衆議院における常任委員会の一つ。国会法第41条2項15号に規定される。
決算行政監視委員会は、衆議院のみに置かれる常任委員会であり、第141回国会まで設置されていた決算委員会を発展的改組した性格を有す。
参議院では決算委員会と行政監視委員会に分かれている。

## 概要
決算行政監視委員会は、衆議院のみに置かれる常任委員会である。決算行政監視委員会が最初に置かれたのは、1998年1月12日に召集された第142回国会である。
決算行政監視委員会は衆議院規則により所管が定められており、決算、決算調整資金からの歳入への組入れの承諾、国庫債務負担行為総調書、国有財産増減及び現在額総計算書並びに無償貸付状況総計算書、その他会計検査院の所管、会計検査院が行う検査の結果並びに総務省が行う評価及び監視並びに総務省が評価及び監視に関連して行う調査の結果についての調査、行政に関する国民からの苦情の処理、行政監視及びこれに基づく勧告を対象とする（衆議院規則92条15号）。
委員会の委員は、議院において選任される（国会法42条1項）。委員の選任は、すべて議長の指名によって行われる（衆議院規則37条）。実際には、各議院運営委員会において、各会派の議席数に応じて各委員会の委員の員数も配分され、個別の人事は配分された員数の範囲内で各会派によって行われる。
委員長は、委員の互選（国会法第25条）もしくは議長において指名（衆議院規則第15条第1項）で選任されると定められているが、後者の場合がほとんどである。この場合、事前に各会派間で協議された常任委員長各会派割当てと会派申出の候補者に基づいておこなわれる。なお、委員長に事故があった場合は理事が職務を行うことになっている（衆議院規則第38条第2項）。
理事の選任は委員の互選（衆議院規則第38条第2項）となっているが、第1回国会以来すべて委員長の指名により行われている。理事の員数および各会派割当ては議院運営委員会で決定した基準により、衆議院議員総選挙など会派の構成が大きく変わった際に見直される。

## 組織
衆議院決算行政監視委員会の員数は40人である（衆議院規則92条）。委員長1名、理事8名が選出または指名される。
衆議院決算行政監視委員会の組織
2025年（令和7年）6月18日現在
- 決算行政監視委員長
  - 鈴木義弘（国民民主党・無所属クラブ）

- 理事
  - 田中良生、中西健治、星野剛士（自由民主党・無所属の会）
  - 池田真紀、白石洋一、中谷一馬（立憲民主党・無所属）
  - 阿部司（日本維新の会）
  - 臼木秀剛（国民民主党・無所属クラブ）

- 委員
  - 大野敬太郎、加藤鮎子、工藤彰三、新谷正義、高市早苗、棚橋泰文、田畑裕明、津島淳、長坂康正、中谷真一、野田聖子、福田達夫、古川禎久、松野博一（自由民主党・無所属の会）
  - 青柳陽一郎、井坂信彦、大河原まさこ、後藤祐一、堤かなめ、原口一博、馬淵澄夫、谷田川元、柚木道義（立憲民主党・無所属）
  - 青柳仁士、中司宏（日本維新の会）
  - 岡本三成、中川宏昌（公明党）
  - 志位和夫（日本共産党）
  - 鈴木敦（参政党）
  - 河村たかし（日本保守党）
  - 松原仁（無所属）

## 委員の選任
- 衆議院における委員の選任は、総選挙後初めて召集される会期の始めに行われる（国会法第42条および衆議院委員会先例集9号）か、国会法または衆議院規則の改正により必要となったとき（衆議院委員会先例集10号）のみであり、その他の場合は異動とみなし、委員の辞任と補欠選任で対処することになっている。
- 多くの会派は、総選挙後の国会と毎年秋に召集される臨時国会の冒頭で各委員の構成を見直すことを例としていることから、実際に委員の構成が大きく変わるのはその際である。
- 委員の会派割当数は所属議員の比率により議院運営委員会において決定される（国会法第46条および衆議院委員会先例集12号）。

## 所管事項
衆議院決算行政監視委員会の所管事項は次の通り（衆議院規則92条）。
1. 決算
2. 予備費支出の承諾に関する事項
3. 決算調整資金からの歳入への組入れの承諾に関する事項
4. 国庫債務負担行為総調書
5. 国有財産増減及び現在額総計算書並びに無償貸付状況総計算書
6. その他会計検査院の所管に属する事項
7. 会計検査院が行う検査の結果並びに総務省が行う評価及び監視並びに総務省が評価及び監視に関連して行う調査の結果についての調査に関する事項
8. 行政に関する国民からの苦情の処理に関する事項
9. 1から8までに掲げる事項に係る行政監視及びこれに基づく勧告に関する事項

国政調査案件
1. 歳入歳出の実況に関する事項

## 分科会
- 第一分科会（皇室費、国会、裁判所、会計検査院、内閣、内閣府（本府、警察庁、金融庁）、外務省及び環境省所管並びに他の分科会所管以外の国の会計）
- 第二分科会（総務省、財務省、文部科学省及び防衛省所管）
- 第三分科会（厚生労働省、農林水産省及び経済産業省所管）
- 第四分科会（法務省及び国土交通省所管）

## 行政監視に関する小委員会
2011年11月16日・17日、初めて設置した行政監視に関する調査を行う小委員会を開催した。委員は民主党9人、自民党4人、公明党1人の計14人。小委員長は新藤義孝。立法府である国会による事業仕分けであり、行政刷新会議の事業仕分けと異なり、与野党の代議士が委員として事業仕分けを行う。行政のテーマごとに政務三役から政策目標を聴取し、民間から各党が選んだ分野ごとの参考人を招き意見を聴取し、委員が仕分けを行う。小委員会の議論は決算行政監視委員会に報告され、決議または勧告を出す。2011年12月8日、藤村修内閣官房長官は決議の趣旨を踏まえ、政府として適切に対処すると委員会で発言している。またその後、次年度などの予算委員会や決算行政監視委員会で審議されることもある。事業仕分けの審議は衆議院TVで中継された。
- 対象とされたテーマ
  - 革新的ハイパフォーマンス・コンピューティング・インフラの構築
  - 医療費レセプト審査事務
  - 公務員宿舎建設・維持管理等に必要な経費
  - 原子力関連予算の独立行政法人及び公益法人への支出